# Al-Habbanijja
Al-Habbanijja (arab. الحبانية, Al-Ḥabbāniyya) – miasto w środkowym Iraku, w muhafazie Al-Anbar. W 2009 roku liczyło ok. 26 tys. mieszkańców.